# Pristaulacus major
Pristaulacus major är en stekelart som beskrevs av Gyöö Viktor Szépligeti 1903. Pristaulacus major ingår i släktet Pristaulacus och familjen vedlarvsteklar. Inga underarter finns listade i Catalogue of Life.